# 20e cérémonie des Satellite Awards
La 20e cérémonie des Satellite Awards, décernés par l'International Press Academy, a eu lieu le 21 février 2016 et a récompensé les films et séries télévisées produits en 2015.
Les nominations ont été annoncées le 1er décembre 2015.

## Palmarès

### Cinéma

#### Meilleur film
- Spotlight
  - The Big Short : Le Casse du siècle (The Big Short)
  - Brooklyn
  - Carol
  - Le Pont des espions (Bridge of Spies)
  - The Revenant
  - Room
  - Seul sur Mars (The Martian)
  - Sicario
  - Strictly Criminal (Black Mass)

#### Meilleur réalisateur
- Tom McCarthy pour Spotlight
  - Lenny Abrahamson pour Room
  - Tom Hooper pour Danish Girl
  - Alejandro González Iñárritu pour The Revenant
  - Ridley Scott pour Seul sur Mars (The Martian)
  - Steven Spielberg pour Le Pont des espions (Bridge of Spies)

#### Meilleur acteur
- Leonardo DiCaprio pour le rôle de Hugh Glass du Pont dans The Revenant
  - Matt Damon pour le rôle de Mark Watney dans Seul sur Mars (The Martian)
  - Johnny Depp pour le rôle de James J. Bulger dans Strictly Criminal (Black Mass)
  - Michael Fassbender pour le rôle de Steve Jobs dans Steve Jobs
  - Tom Hardy pour les rôles de Ronald « Ronnie » et Reginald « Reggie » Kray dans Legend
  - Eddie Redmayne pour le rôle de Lili Elbe / Einar Wegener dans Danish Girl
  - Will Smith pour le rôle du Dr Bennet Omalu dans Seul contre tous (Concussion)

#### Meilleure actrice
- Saoirse Ronan pour le rôle de Eilis Lacey dans Brooklyn
  - Cate Blanchett pour le rôle de Carol Aird dans Carol
  - Blythe Danner pour le rôle de Carol Petersen dans I'll See You in My Dreams
  - Brie Larson pour le rôle de Joy "Ma" Newsome dans Room
  - Carey Mulligan pour le rôle de Maud dans Les Suffragettes (Suffragette)
  - Charlotte Rampling pour le rôle de Kate Mercer dans 45 Years

#### Meilleur acteur dans un second rôle
- Christian Bale pour le rôle de Michael Burry dans The Big Short : Le Casse du siècle
  - Paul Dano pour le rôle de Brian Wilson jeune dans Love and Mercy
  - Michael Keaton pour le rôle de Walter V. Robinson dans Spotlight
  - Mark Ruffalo pour le rôle de Michael Rezendes dans Spotlight
  - Sylvester Stallone pour le rôle de Rocky Balboa dans Creed : L'Héritage de Rocky Balboa (Creed)
  - Benicio del Toro pour le rôle de Alejandro Gillick dans Sicario

#### Meilleure actrice dans un second rôle
- Alicia Vikander pour le rôle de Gerda Wegener dans Danish Girl
  - Elizabeth Banks pour le rôle de Melinda Ledbetter dans Love and Mercy
  - Jane Fonda pour le rôle de Brenda Morel dans Youth
  - Rooney Mara pour le rôle de Therese Belivet dans Carol
  - Rachel McAdams pour le rôle de Sacha Pfeiffer dans Spotlight
  - Kate Winslet pour le rôle de Joanna Hoffman dans Steve Jobs

#### Meilleure distribution
- Spotlight – Mark Ruffalo, Michael Keaton, Rachel McAdams, Liev Schreiber, John Slattery, Brian d'Arcy James et Stanley Tucci

#### Meilleur scénario original
- Spotlight – Tom McCarthy et Josh Singer
  - Love and Mercy – Michael Alan Lerner et Oren Moverman
  - NWA : Straight Outta Compton  (Straight Outta Compton) – Andrea Berloff et Jonathan Herman
  - Le Pont des espions (Bridge of Spies) – Matt Charman, Ethan et Joel Coen
  - Les Suffragettes (Suffragette) – Abi Morgan
  - Vice-versa (Inside Out) – Pete Docter, Meg LeFauve et Josh Cooley

#### Meilleur scénario adapté
- Steve Jobs – Aaron Sorkin
  - Danish Girl – Lucinda Coxon
  - The Revenant – Alejandro González Iñárritu et Mark L. Smith
  - Room – Emma Donoghue
  - Seul sur Mars (The Martian) – Drew Goddard
  - Strictly Criminal (Black Mass) – Jez Butterworth et Mark Mallouk

#### Meilleure direction artistique
- Le Pont des espions (Bridge of Spies) – Adam Stockhausen
  - Cendrillon (Cinderella) – Dante Ferretti
  - Danish Girl – Eve Stewart
  - Macbeth – Fiona Crombie
  - Mad Max: Fury Road – Colin Gibson
  - Spectre – Dennis Gassner

#### Meilleurs costumes
- The Assassin (聶隱娘) – Wen-Ying Huang
  - Cendrillon (Cindirella) – Sandy Powell
  - Danish Girl – Paco Delgado
  - Loin de la foule déchaînée (Far from the Madding Crowd) – Janet Patterson
  - Macbeth – Jacqueline Durran
  - Sado (사도) – Shim Hyun-seob

#### Meilleure photographie
- Mad Max: Fury Road – John Seale
  - Le Pont des espions (Bridge of Spies) – Janusz Kamiński
  - Seul sur Mars (The Martian) – Dariusz Wolski
  - The Revenant – Emmanuel Lubezki
  - Sicario – Roger Deakins
  - Spectre – Hoyte Van Hoytema

#### Meilleur montage
- Sicario – Joe Walker
  - Carol – Affonso Goncalves
  - Le Pont des espions (Bridge of Spies) – Michael Kahn
  - Seul sur Mars (The Martian) – Pietro Scalia
  - Spectre – Lee Smith
  - Steve Jobs – Elliot Graham

#### Meilleur son
- Seul sur Mars (The Martian) – Mac Ruth, Paul Massey, Mark Taylor et Oliver Tarney
  - Jurassic World – Christopher Boyes, Pete Horner, Kirk Francis, Al Nelson et Gwendolyn Yates Whittle
  - Mad Max: Fury Road – Ben Osmo, Chris Jenkins, Gregg Rudloff, Scott Hecker, Mark Mancini et David White
  - Sicario (Snowpiercer) – Jon Reitz, Tom Ozanich, William Sarokin et Alan Robert Murray
  - Spectre – Stuart Wilson, Scott Millan, Gregg Rudloff, Per Hallberg et Karen Baker Landers
  - Vice-versa (Inside Out) – Michael Semanick, Tom Johnson, Doc Kane, Ren Klyce et Shannon Mills

#### Meilleurs effets visuels
- The Walk : Rêver plus haut (The Walk) – Kevin Baillie, Jim Gibbs, Viktor Muller et Sébastien Moreau
  - Everest – Stefan Andersson, Dadi Einarsson, Arne Kaupang et Richard Van Den Bergh
  - Jurassic World – Tim Alexander, Glen McIntosh, Tony Plett et Michael Meinardus
  - Mad Max: Fury Road – Andrew Jackson, Tom Wood, Dan Oliver et Andy Williams
  - Seul sur Mars (The Martian) – Richard Stammers, Chris Lawrence, Anders Langlands et Steven Warner
  - Spectre – Steve Begg et Chris Corbould

#### Meilleure chanson originale
- Til It Happens To You – The Hunting Ground
  - Cold One – Ricki and the Flash
  - Love Me like You Do – Cinquante nuances de Grey (Fifty Shades of Grey)
  - One Kind of Love – Love and Mercy
  - See You Again – Fast and Furious 7 (Furious 7)
  - Writing's on the Wall – Spectre

#### Meilleure musique de film
- Carol – Carter Burwell
  - Danish Girl – Alexandre Desplat
  - Seul sur Mars (The Martian) – Harry Gregson-Williams
  - Spectre – Thomas Newman
  - Spotlight – Howard Shore
  - Vice-versa (Inside Out) – Michael Giacchino

#### Meilleur film en langue étrangère
- Le Fils de Saul (Saul fia)  Hongrie
  - The Assassin (聶隱娘)  Taïwan
  - Goodnight Mommy (Ich seh Ich seh)  Autriche
  - Le Labyrinthe du silence (Im Labyrinth des Schweigens)  Allemagne
  - Mustang  France
  - Sado (사도)  Corée du Sud
  - Soleil de plomb (Zvizdan)  Croatie
  - Le Tout Nouveau Testament  Belgique
  - Un pigeon perché sur une branche philosophait sur l'existence (En duva satt på en gren och funderade på tillvaron)  Suède
  - Une seconde mère (Que Horas Ela Volta?)  Brésil

#### Meilleur film d'animation
- Vice-versa (Inside Out)
  - Anomalisa
  - Snoopy et les Peanuts, le film (The Peanuts Movie)
  - Le Prophète (Kahlil Gibran's The Prophet)
  - Shaun le mouton, le film (Shaun the Sheep Movie)
  - Le Voyage d'Arlo (The Good Dinosaur)

#### Meilleur film documentaire
- Amy 
 The Look of Silence
  - Becoming Bulletproof
  - Best of Enemies
  - Cartel Land
  - Drunk Stoned Brilliant Dead: The Story of the National Lampoon
  - Going Clear: Scientology and the Prison of Belief
  - He Named Me Malala
  - Where to Invade Next

### Télévision
Note : le symbole « ♕ » rappelle le gagnant de l'année précédente (si nomination).

#### Meilleure série dramatique
- Better Call Saul
  - American Crime
  - Bloodline
  - Deutschland 83
  - Fargo
  - Mr. Robot
  - Narcos
  - Ray Donovan

#### Meilleure série musicale ou comique
- Silicon Valley
  - Brooklyn Nine-Nine
  - Jane the Virgin
  - Sex&Drugs&Rock&Roll
  - The Spoils Before Dying
  - Unbreakable Kimmy Schmidt
  - Veep

#### Meilleure série de genre
- The Walking Dead
  - American Horror Story: Hotel
  - Game of Thrones
  - Humans
  - Into the Badlands
  - Jonathan Strange et Mr Norrell
  - The Leftovers
  - Orphan Black
  - Penny Dreadful ♕

#### Meilleure mini-série
- Flesh and Bone
  - The Book of Negroes
  - Saints and Strangers
  - Show Me a Hero
  - Wolf Hall

#### Meilleur téléfilm
- Stockholm, Pennsylvania
  - Bessie
  - Killing Jesus
  - Nightingale

#### Meilleur acteur dans une série dramatique
- Dominic West pour le rôle deNoah Solloway dans The Affair
  - Kyle Chandler pour le rôle de John Rayburn dans Bloodline
  - Timothy Hutton pour le rôle de Russ Skokie dans American Crime
  - Rami Malek pour le rôle d'Elliot Alderson dans Mr. Robot
  - Bob Odenkirk pour le rôle de Jimmy McGill dans Better Call Saul
  - Liev Schreiber pour le rôle de Ray Donovan dans Ray Donovan

#### Meilleure actrice dans une série dramatique
- Claire Danes pour le rôle de Carrie Mathison dans Homeland
  - Kirsten Dunst pour le rôle de Peggy Blomquist dans Fargo
  - Lady Gaga pour le rôle de The Countess dans American Horror Story : Hotel
  - Taraji P. Henson pour le rôle de Cookie Lyon dans Empire
  - Felicity Huffman pour le rôle de Barbara Hanlon dans American Crime
  - Tatiana Maslany pour le rôle de Sarah et ses doubles dans Orphan Black
  - Robin Wright pour le rôle de Claire Underwood dans House of Cards

#### Meilleur acteur dans une série musicale ou comique
- Jeffrey Tambor pour le rôle de Mort / Maura dans Transparent ♕
  - Louis C.K. pour le rôle de Louie dans Louie
  - Will Forte pour le rôle de Phil Miller dans The Last Man on Earth
  - Colin Hanks pour le rôle de Greg Short dans Life in Pieces
  - Chris Messina pour le rôle du Dr. Danny Castellano dans The Mindy Project
  - Thomas Middleditch pour le rôle de Richard Hendriks dans Silicon Valley

#### Meilleure actrice dans une série musicale ou comique
- Taylor Schilling pour le rôle de Piper Chapman dans Orange Is the New Black
  - Jamie Lee Curtis pour le rôle de Dean Cathy Munsch dans Scream Queens
  - Julia Louis-Dreyfus pour le rôle de la présidente Selina Meyer dans Veep
  - Amy Poehler pour le rôle de Leslie Knope dans Parks and Recreation
  - Gina Rodriguez pour le rôle de Jane Villanueva dans Jane the Virgin
  - Lily Tomlin pour le rôle de Frankie Bergstein dans Grace et Frankie

#### Meilleur acteur dans une mini-série ou un téléfilm
- Mark Rylance pour le rôle Thomas Cromwell dans Wolf Hall
  - Martin Clunes pour le rôle de Arthur Conan Doyle dans Arthur and George
  - Michael Gambon pour le rôle de Howard Mollison dans The Casual Vacancy
  - Oscar Isaac pour le rôle de Nick Wasicsko dans Show Me a Hero
  - Damian Lewis pour le rôle de Henry VIII dans Wolf Hall
  - Ben Mendelsohn pour le rôle de Danny Rayburn dans Bloodline
  - David Oyelowo pour le rôle de Peter Snowden dans Nightingale

#### Meilleure actrice dans une mini-série ou un téléfilm
- Sarah Hay pour le rôle de Claire Robbins dans Flesh and Bone
  - Samantha Bond pour le rôle de Frances Barden dans Home Fires
  - Aunjanue Ellis pour le rôle de Aminata Diallo dans The Book of Negroes
  - Claire Foy pour le rôle de Anna Boleyn dans Wolf Hall
  - Queen Latifah pour le rôle de Bessie Smith dans Bessie
  - Cynthia Nixon pour le rôle de Marcy Dargon dans Stockholm, Pennsylvania

#### Meilleur acteur dans un second rôle dans une série télévisée
- Christian Slater pour le rôle de Mr Robot dans Mr. Robot
  - Jonathan Banks pour le rôle de Mike Ehrmantraut dans Better Call Saul
  - Peter Dinklage pour le rôle de Tyrion Lannister dans Game of Thrones
  - Elvis Nolasco pour le rôle de Carter Nix dans American Crime
  - Michael K. Williams pour le rôle d Lack Gee dans Bessie

#### Meilleure actrice dans un second rôle dans une série télévisée
- Rhea Seehorn pour le rôle de Kim Wexler dans Better Call Saul
  - Catherine Keener pour le rôle de Mary Dorman dans Show Me a Hero
  - Regina King pour le rôle de Aliyah Shadeed dans American Crime
  - Helen McCrory pour le rôle de Evelyn Poole dans Penny Dreadful
  - Mo'Nique pour le rôle de Ma Rainey dans Bessie
  - Julie Walters pour le rôle de Cynthia Coffin dans Indian Summers

#### Meilleure distribution
- American Crime

## Statistiques

### Nominations multiples

#### Cinéma
9 : Seul sur Mars
7 : Spectre, Danish Girl, Spotlight
6 : Le Pont des espions
5 : The Revenant, Sicario, Carol
4 : Mad Max: Fury Road, Steve Jobs, Love and Mercy
3 : Room, Strictly Criminal, Vice-versa
2 : The Assassin, The Big Short, Jurassic World, Macbeth, Sado, Les Suffragettes

#### Télévision
4 : American Crime, Better Call Saul, Bessie, Wolf Hall
3 : Mr. Robot, Bloodline, Show Me a Hero
2 : Veep, Orphan Black, Game of Thrones, The Book of Negroes, Stockholm, Pennsylvania, American Horror Story : Hotel, Nightingale, Flesh and Bone

### Récompenses multiples

#### Cinéma
4 : Spotlight

#### Télévision
2 : Better Call Saul, Flesh and Bone